# Miju Katová
Miju Katová (japonsky 加藤 未唯, Kató Miju, * 21. listopadu 1994 Kjóto) je japonská profesionální tenistka. Na grandslamu zvítězila s Timem Pützem ve smíšené čtyřhře French Open 2023. Ve své dosavadní kariéře na okruhu WTA Tour vyhrála pět deblových turnajů. Dvě výhry vybojovala také v sérii WTA 125. V rámci okruhu ITF získala čtyři tituly ve dvouhře a třináct ve čtyřhře.
Na žebříčku WTA byla ve dvouhře nejvýše klasifikována v září 2017 na 123. místě a ve čtyřhře pak v lednu 2024 na 26. místě. Na juniorském kombinovaném žebříčku ITF figurovala nejvýše v březnu 2011, když jí patřila 28. příčka. Trénuje ji Adam Lownsbrough. Dříve tuto roli plnil Rjúdži Óhara.
V japonském týmu Billie Jean King Cupu debutovala v roce 2018 základním blokem 1. skupiny asijsko-oceánské zóny proti Thajsku, v němž s Makoto Ninomijovou vyhrály čtyřhru. Japonky zvítězily 3:0 na zápasy. Do dubna 2024 v soutěži nastoupila k šesti mezistátním utkáním s bilancí 1–0 ve dvouhře a 5–1 ve čtyřhře.

## Tenisová kariéra

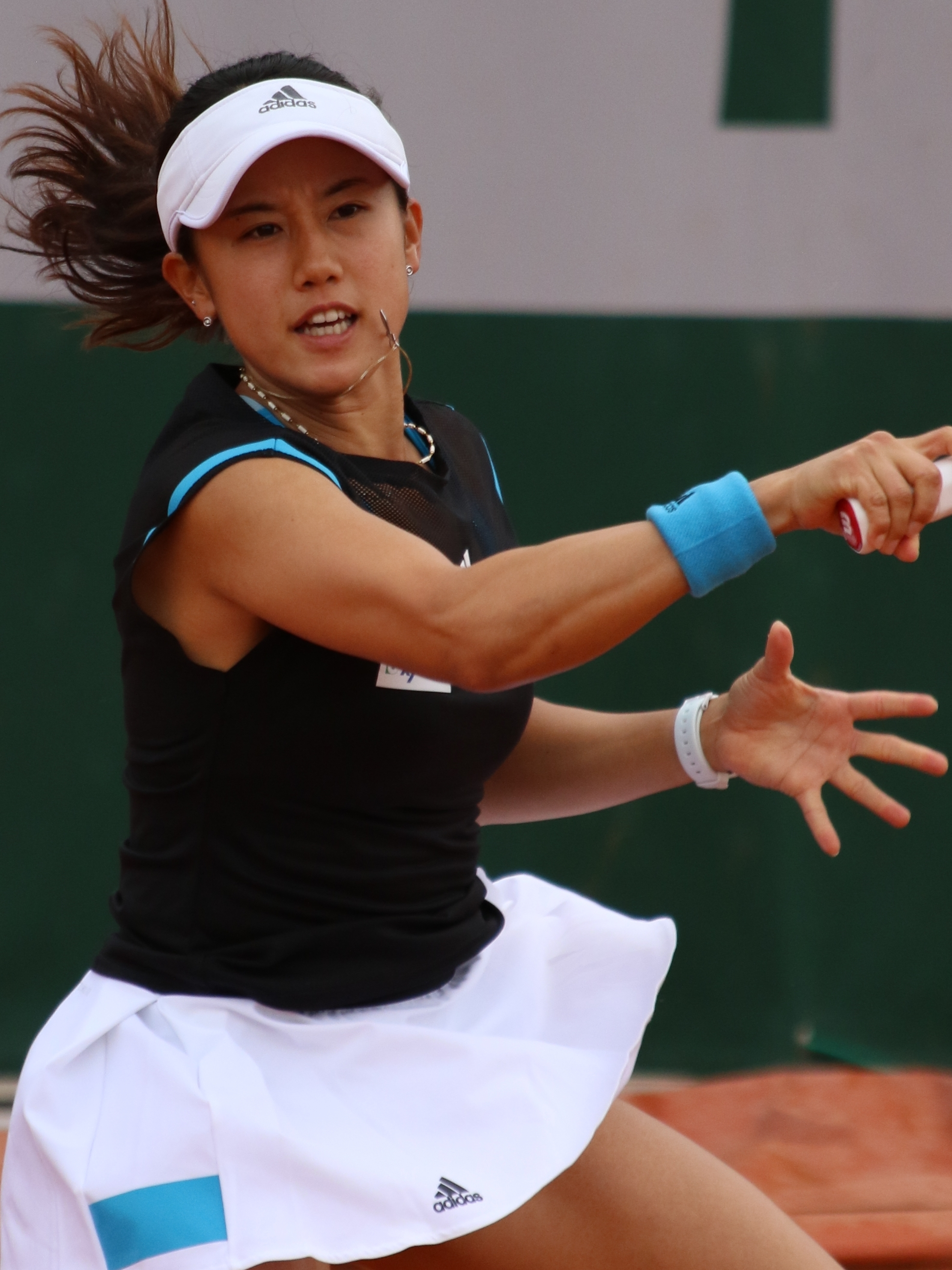
Během French Open 2019

V juniorské kategorii se s krajankou Eri Hozumiovou probojovaly do finále čtyřhry Australian Open 2011, v němž podlehly belgicko-nizozemskému páru An-Sophie Mestachová a Demi Schuursová.
V rámci hlavních soutěží událostí okruhu ITF debutovala v září 2009, když na turnaji v Kjótu s dotací 10 tisíc dolarů postoupila z kvalifikace. Premiérový singlový titul v této úrovni tenisu vybojovala během května 2015 v naganské Karuizawě, události s rozpočtem 25 tisíc dolarů. Ve finále travnaté soutěže přehrála krajanku Makotu Ninomijovou.
Na okruhu WTA Tour debutovala ve dvouhře říjnovým HP Open 2012 v Ósace. Na úvod kvalifikace, do níž obdržela divokou kartu, podlehla Maďarce Katalin Marosiové ve dvou setech. Hlavní soutěž si poprvé zahrála během říjnového Hong Kong Tennis Open 2015, kde postoupila z kvalifikace. V první fázi ji zastavila ruská turnajová šestka Darja Gavrilovová po třísetovém průběhu. Premiérový vítězný zápas si připsala na únorovém Taiwan Open 2016, na němž zdolala francouzskou kvalifikantku Sherazad Reixovou. Poté však nenašla recept na třetí nasazenou Kazašku Julii Putincevovou.
Premiérové finále na okruhu WTA Tour odehrála ve čtyřhře Taiwan Open 2016, probíhajícím v Kao-siungu. Po boku krajanky Eri Hozumiové odešly poraženy od nejvýše nasazené sesterské dvojice Chao-čching a Jung-žan Čanových. První trofej na túře WTA získala s Hozumiovou v deblové soutěži Katowice Open 2016, když v rozhodujícím duelu zdolaly ruský pár Valentyna Ivachněnková a Marina Melnikovová.
Debut v kvalifikaci nejvyšší grandslamové kategorie zaznamenala na US Open 2015, kde na úvod odebrala Kataryně Bondarenkové pouze dva gamy. Po boku stálé deblové partnerky Eri Hozumiové postoupily v deblové soutěži Australian Open 2017 do semifinále. Ve třetím kole vyřadily čtvrtý nasazený pár Sania Mirzaová a Barbora Strýcová. Ve čtvrtfinále pak na jejich raketách skončila Mirjana Lučićová Baroniová s Andreou Petkovicovou. Před branami finále je však zastavila druhá nasazená dvojice Bethanie Matteková-Sandsová a Lucie Šafářová po třísetovém průběhu. Ve třetím kole deblové soutěže French Open 2023 byla s Indonésankou Aldilou Sutjiadiovou diskvalifikována, když po skončení výměny neúmyslně zasáhla sběračku míčů na protilehlé straně dvorce. Následovala ztráta bodů a finanční odměny ze čtyřhry. Bouzková se Sorribesovou Tormovou tak postoupily do čtvrtfinále. Přesto si z Roland Garros odvezla první grandslamovou trofej, když s Němcem Timem Pützem vyhrála smíšenou čtyřhru. Ve finále zdolali kanadsko-novozélandský pár Bianca Andreescuová a Michael Venus. Pařížský mix ovládla jako třetí japonský tenista po Hirakiové v roce 1997 a Šibaharaové v roce 2022.

## Finále na Grand Slamu

### Smíšená čtyřhra: 1 (1–0)
| Stav    | rok  | turnaj      | povrch | spoluhráč | soupeři ve finále                 | výsledek         |
| ------- | ---- | ----------- | ------ | --------- | --------------------------------- | ---------------- |
| Vítězka | 2023 | French Open | antuka | Tim Pütz  | Bianca Andreescuová Michael Venus | 4–6, 6–4, [10–6] |

## Finále na okruhu WTA Tour
| Legenda                                          |
| ------------------------------------------------ |
| D – dvouhra; Č – čtyřhra                         |
| Grand Slam (0)                                   |
| Turnaj mistryň (0)                               |
| WTA Elite Trophy (0–1 Č)                         |
| Premier Mandatory & Premier 5 / WTA 1000 (0–1 Č) |
| Premier / WTA 500 (1–1 Č)                        |
| International / WTA 250 (0–1 D, 4–8 Č)           |

### Dvouhra: 1 (0–1)
| Stav       | č. | datum     | turnaj          | kategorie     | povrch | soupeřka ve finále | výsledek |
| ---------- | -- | --------- | --------------- | ------------- | ------ | ------------------ | -------- |
| Finalistka | 1. | září 2017 | Tokio, Japonsko | International | tvrdý  | Zarina Dijasová    | 2–6, 5–7 |

### Čtyřhra: 16 (5–11)
| Stav       | č.  | datum           | turnaj                         | kategorie     | povrch    | spoluhráčka        | soupeřky ve finále                               | výsledek              |
| ---------- | --- | --------------- | ------------------------------ | ------------- | --------- | ------------------ | ------------------------------------------------ | --------------------- |
| Finalistka | 1.  | 14. února 2016  | Kao-siung, Tchaj-wan           | International | tvrdý     | Eri Hozumiová      | Čan Chao-čching Čan Jung-žan                     | 4–6, 3–6              |
| Vítězka    | 1.  | 10. dubna 2016  | Katovice, Polsko               | International | tvrdý (h) | Eri Hozumiová      | Valentyna Ivachněnková Marina Melnikovová        | 3–6, 7–5, [10–8]      |
| Finalistka | 2.  | 7. ledna 2018   | Auckland, Nový Zéland          | International | tvrdý     | Eri Hozumiová      | Sara Erraniová Bibiane Schoofsová                | 5–7, 1–6              |
| Finalistka | 3.  | září 2018       | Hirošima, Japonsko             | International | tvrdý     | Makoto Ninomijová  | Eri Hozumiová Čang Šuaj                          | 2–6, 4–6              |
| Vítězka    | 2.  | září 2018       | Tokio, Japonsko                | Premier       | tvrdý (h) | Makoto Ninomijová  | Andrea Sestini Hlaváčková Barbora Strýcová       | 6–4, 6–4              |
| Finalistka | 4.  | říjen 2019      | Tchien-ťin, Čína               | International | tvrdý     | Nao Hibinová       | Šúko Aojamová Ena Šibaharaová                    | 3–6, 5–7              |
| Finalistka | 5.  | březen 2020     | Monterrey, Mexiko              | International | tvrdý     | Wang Ja-fan        | Kateryna Bondarenková Sharon Fichmanová          | 6–4, 3–6, [7–10]      |
| Finalistka | 6.  | červenec 2022   | Hamburk, Německo               | WTA 250       | antuka    | Aldila Sutjiadiová | Sophie Changová Angela Kulikovová                | 3–6, 6–4, [6–10]      |
| Finalistka | 7.  | říjen 2022      | Monastir, Tunisko              | WTA 250       | tvrdý     | Angela Kulikovová  | Kristina Mladenovicová Kateřina Siniaková        | 2–6, 0–6              |
| Vítězka    | 3.  | leden 2023      | Auckland, Nový Zéland          | WTA 250       | tvrdý     | Aldila Sutjiadiová | Leylah Fernandezová Bethanie Mattek-Sandsová     | 1–6, 7–5, [10–4]      |
| Vítězka    | 4.  | srpen 2023      | Cleveland, Spojené státy       | WTA 250       | tvrdý     | Aldila Sutjiadiová | Nicole Melichar-Martinezová Ellen Perezová       | 6–4, 6–7(4–7), [10–8] |
| Finalistka | 8.  | říjen 2023      | Ču-chaj, Čína                  | Elite         | tvrdý     | Aldila Sutjiadiová | Beatriz Haddad Maiová Veronika Kuděrmetovová     | 3–6, 3–6              |
| Vítězka    | 5.  | 4. února 2024   | Hua Hin, Thajsko               | WTA 250       | tvrdý     | Aldila Sutjiadiová | Kuo Chan-jü Ťiang Sin-jü                         | 6–4, 1–6, [10–7]      |
| Finalistka | 9.  | 23. června 2024 | Birmingham, Spojené království | WTA 250       | tráva     | Čang Šuaj          | Sie Šu-wej Elise Mertensová                      | 1–6, 3–6              |
| Finalistka | 10. | 22. září 2024   | Soul, Jižní Korea              | WTA 500       | tvrdý     | Čang Šuaj          | Nicole Melichar-Martinezová Ljudmila Samsonovová | 1–6, 0–6              |
| Finalistka | 11. | 30. března 2025 | Miami, Spojené státy           | WTA 1000      | tvrdý     | Cristina Bucșová   | Mirra Andrejevová Diana Šnajderová               | 3–6, 7–6(7–5), [2–10] |

## Finále série WTA 125
| Legenda                  |
| ------------------------ |
| D – dvouhra; Č – čtyřhra |
| WTA 125 (2–1 Č)          |

### Čtyřhra: 3 (2–1)
| Stav       | č. | datum         | turnaj                  | povrch | spoluhráčka         | soupeřky ve finále                           | výsledek              |
| ---------- | -- | ------------- | ----------------------- | ------ | ------------------- | -------------------------------------------- | --------------------- |
| Vítězka    | 1. | listopad 2016 | Honolulu, Spojené státy | tvrdý  | Eri Hozumiová       | Nicole Gibbsová Asia Muhammadová             | 6–7(3–7), 6–3, [10–8] |
| Finalistka | 1. | květen 2022   | Paříž, Francie          | antuka | Oxana Kalašnikovová | Beatriz Haddad Maiová Kristina Mladenovicová | 7–5, 4–6, [4–10]      |
| Vítězka    | 2. | srpen 2022    | Vancouver, Kanada       | tvrdý  | Asia Muhammadová    | Tímea Babosová Angela Kulikovová             | 6–3, 7–5              |

## Tituly na okruhu ITF
| Legenda         | Legenda         |
| --------------- | --------------- |
| Turnaje W100    | Turnaje W80     |
| Turnaje W75/W60 | Turnaje W50     |
| Turnaje W35/W25 | Turnaje W15/W10 |

### Dvouhra (4 tituly)
| č. | datum         | turnaj              | kategorie | povrch    | soupeřka ve finále   | výsledek           |
| -- | ------------- | ------------------- | --------- | --------- | -------------------- | ------------------ |
| 1. | květen 2015   | Karuizawa, Japonsko | W25       | tráva     | Makoto Ninomijová    | 7–6(7–5), 5–7, 6–1 |
| 2. | červenec 2015 | Bangkok, Thajsko    | W25       | tvrdý     | Nigina Abduraimovová | 7–5, 6–2           |
| 3. | březen 2016   | Canberra, Austrálie | W25       | antuka    | Anna Bondárová       | 6–4, 7–6(7–3)      |
| 4. | prosinec 2023 | Kjóto, Japonsko     | W60       | tvrdý (h) | Juriko Mijazakiová   | 6–4, 2–6, 6–2      |

### Čtyřhra (13 titulů)
| č.  | datum         | turnaj               | kategorie | povrch      | spoluhráčka        | poražené finalistky                      | výsledek         |
| --- | ------------- | -------------------- | --------- | ----------- | ------------------ | ---------------------------------------- | ---------------- |
| 1.  | září 2011     | Kjóto, Japonsko      | W10       | koberec     | Riko Sawajanagiová | Kazusa Itová Tomoko Tairová              | 6–4, 7–6(7–5)    |
| 2.  | říjen 2012    | Makinohara, Japonsko | W25       | tráva       | Eri Hozumiová      | Monique Adamczaková Caroline Garciaová   | 7–6(8–6), 6–3    |
| 3.  | září 2013     | Kjóto, Japonsko      | W10       | koberec (h) | Hiroko Kuwatová    | Mana Ajukawová Emi Mutagučiová           | 6–4, 6–2         |
| 4.  | červenec 2014 | Bangkok, Thajsko     | W10       | tvrdý       | Akiko Ómaeová      | Kamonwan Buajamová Nungnadda Wannasuková | 6–0, 6–0         |
| 5.  | březen 2015   | Bangkok, Thajsko     | W15       | antuka      | Nao Hibinová       | Mijabi Inoueová Akiko Ómaeová            | 6-4, 6-2         |
| 6.  | květen 2015   | Karuizawa, Japonsko  | W25       | tráva       | Rika Fudžiwarová   | Mana Ajukawová Makoto Ninomijová         | 6–2, 6–0         |
| 7.  | červen 2015   | Kašiwa, Japonsko     | W25       | tvrdý       | Akiko Ómaeová      | Mana Ajukawová Makoto Ninomijová         | 6–2, 5–7, [10–8] |
| 8.  | červen 2015   | Inčchon, Jižní Korea | W25       | tvrdý       | Kotomi Takahatová  | Choi Ji-hee Kim Na-ri                    | 4–6, 6–3, [10–7] |
| 9.  | květen 2016   | Gifu, Japonsko       | W80       | tvrdý       | Eri Hozumiová      | Hiroko Kuwatová Ajaka Okunová            | 6–1, 6–2         |
| 10. | květen 2017   | Gifu, Japonsko       | W80       | tvrdý       | Eri Hozumiová      | Katy Dunneová Julia Glušková             | 6–4, 6–2         |
| 11. | květen 2017   | Řím, Itálie          | W25       | antuka      | Eri Hozumiová      | Jekatěrine Gorgodzeová Melanie Stokkeová | 6–1, 6–4         |
| 12. | srpen 2019    | Vancouver, Kanada    | W100      | tvrdý       | Nao Hibinová       | Naomi Broadyová Erin Routliffeová        | 6–2, 6–2         |
| 13. | únor 2022     | Monastir, Tunisko    | W15       | tvrdý       | Kisa Jošioková     | Kristina Dmitruková Inès Ibbouová        | 6–4, 7–5         |

## Finále na juniorském Grand Slamu

### Čtyřhra juniorek: 1 (0–1)
| Stav       | rok  | turnaj          | povrch | spoluhráčka   | soupeřky ve finále                   | výsledek |
| ---------- | ---- | --------------- | ------ | ------------- | ------------------------------------ | -------- |
| Finalistka | 2011 | Australian Open | tvrdý  | Eri Hozumiová | Demi Schuursová An-Sophie Mestachová | 2–6, 3–6 |

## Postavení na konečném žebříčku WTA

### Dvouhra
| Rok    | 2011 | 2012   | 2013   | 2014   | 2015   | 2016   | 2017   | 2018   | 2019   | 2020   | 2021     | 2022     | 2023   |
| Pořadí | 919. | ▲ 733. | ▲ 435. | ▲ 402. | ▲ 180. | ▼ 192. | ▲ 125. | ▼ 392. | ▼ 855. | ▲ 790. | ▼ 1 070. | ▼ 1 083. | ▲ 428. |

### Čtyřhra
| Rok    | 2011   | 2012   | 2013   | 2014   | 2015   | 2016  | 2017  | 2018  | 2019  | 2020  | 2021  | 2022  | 2023  |
| Pořadí | 1 016. | ▲ 395. | ▲ 385. | ▲ 275. | ▲ 129. | ▲ 58. | ▲ 40. | ▼ 45. | ▼ 78. | ▲ 74. | ▼ 80. | ▲ 49. | ▲ 27. |